# اکنون اینجا باش
اکنون اینجا باش (به انگلیسی: Be Here Now) یا به خاطر بسپار، اکنون اینجا باش، کتابی در مورد معنویت، یوگا و مراقبه توسط استاد یوگی و روحانی آمریکایی رام داس در سال ۱۹۷۱ است. کتاب اصلی اولین بار در سال ۱۹۷۰ با عنوان از بیندو تا اوجاس چاپ شد، در حالی که عنوان نشریه ۱۹۷۱ از بیانیه راهنمای وی، باگاوان داس، در طول سفرهای رام داس در هند آمده‌است. جلد این کتاب شامل یک ماندالا است که در آن یک صندلی در خطوط شعاعی قرارگرفته و کلمه «به یاد داشته باشید» چهار بار تکرار شده‌است.

## نفوذ فرهنگی
اکنون اینجا باش یکی از اولین راهنماهای تبدیل شدن به یوگی برای افراد غیر هندو است. برای تأثیرش بر جنبش هیپی و جنبشهای معنوی متعاقب آن، این کتاب به عنوان «کتاب مقدس ضد فرهنگ» و «بدوی» برای آن دوران توصیف شده‌است. اکنون اینجا باش علاوه بر معرفی عنوانش برای استفاده متداول، بر نویسندگان دیگر و تمرین کنندگان یوگا از جمله استیو جابز، وین دایر و شاعر لارنس فرلینگتی تأثیر گذاشته‌است.

## دنباله‌ها
رام داس دو دنباله را برای اکنون اینجا باش نوشت:
- Ram Dass (2000). Still Here: Embracing Aging, Changing, and Dying. Riverhead Books. ISBN 9781573220491.
- Ram Dass (2011). Be Love Now: The Path of the Heart. HarperOne. ISBN 9780061961380.